# Moby Otta
Le Moby Otta est un ferry rapide appartenant à la compagnie italienne Moby Lines. Construit de 1975 à 1976 aux chantiers ouest-allemands Lübecker Flenderwerke pour la compagnie suédoise Tor Line, il portait à l'origine le nom de Tor Scandinavia. Mis en service en avril 1976 sur les lignes entre la Suède, le Royaume-Uni et les Pays-Bas, il est avec son jumeau le Tor Britannia l'un des ferries les plus grands mais aussi les plus rapides au monde grâce à sa vitesse de 27 nœuds. Transféré en décembre 1981 au sein de la flotte de DFDS en raison du rachat des activités de transport de passagers de Tor Line par la compagnie danoise, le navire reste employé en mer du Nord sur des axes plus ou moins identiques que précédemment. À l'issue d'une vingtaine d'années de navigation sous les couleurs de DFDS au cours desquelles il aura notamment été renommé Princess of Scandinavia en 1991, le navire est finalement vendu en septembre 2006 à la compagnie italienne Moby Lines qui avait également racheté son sister-ship quelques années auparavant. Rebaptisé Moby Otta, il navigue depuis mai 2007 sur les liaisons reliant l'Italie continentale à la Sardaigne, principalement durant les saisons estivales.

## Historique

### Origines et construction
Dans les années 1970, le trafic des passagers et des véhicules sur les liaisons maritimes entre la Suède, le Royaume-Uni et les Pays-Bas est principalement assuré par deux opérateurs concurrents, le consortium England-Swedish Line (ESL), composé des compagnies Rederi Ab Svea, Swedish Lloyd et Ellerman's Wilson Line et la compagnie Tor Line. Depuis quelques années, cette dernière, créée en 1966 par la fusion des deux armateurs historiques suédois Trans Oil Shipping et Rex Shipping, était parvenue à s'imposer face à sa rivale, notamment grâce ses deux performants car-ferries, les sister-ships Tor Anglia et Tor Hollandia. Mais dans une volonté de consolider son leadership, la direction de Tor Line envisage en ce début de la décennie 1970 le remplacement de sa flotte actuelle par une nouvelle paire de car-ferries plus imposants, plus capacitaires, mais avant tout plus rapides.
Pour ce faire, la compagnie passe commande de deux nouveaux navires jumeaux aux chantiers ouest-allemands Lübecker Flenderwerke qui avaient également construit les deux précédents navires de Tor Line à la fin des années 1960. Baptisés Tor Britannia et Tor Scandinavia, les futurs navires affichent non seulement des dimensions bien supérieures à celles de leurs prédécesseurs mais aussi des caractéristiques inhabituelles pour l'époque. Avec une longueur de plus de 180 mètres, ils surpassent les ferries de la classe Belorussiya, exploités par la compagnie soviétique Black Sea Shipping Company, bien que ceux-ci affichent un tonnage supérieur. Permise par ces dimensions exceptionnelles, l'importante surface intérieure va être agencée de manière à offrir un confort et une qualité supérieure aux locaux des passagers. Ainsi, ceux-ci pourront profiter de deux espaces de restauration, trois bars dont un extérieur avec piscine ainsi que de nombreuses cabines équipées pour la grande majorité de sanitaires. De même que les aménagements, le garage va également couvrir une surface assez conséquente qui sera d'autant plus importante que celui-ci s'étendra sur toute la largeur des navires. Accessible par l'arrière au moyen de deux longues rampes, il occupe au total une superficie de deux ponts grâce à la présence d'un car-deck amovible, de quoi embarquer un total de 420 véhicules. Mais au-delà de leurs grandes dimensions et de leur importante capacité, la caractéristique la plus novatrice réside au sein de l'appareil propulsif conçu pour conférer aux navires une vitesse très élevée de l'ordre de 27 nœuds. Cette vitesse, encore peu conventionnelle pour des ferries, peut être atteinte grâce à la forme particulière de leur coque, fine et élancée et caractérisée par une largeur plus restreinte au regard de la longueur.
Mis sur cale à Lübeck le 2 avril 1975, le Tor Scandinavia, deuxième navire de la série, est ensuite lancé le 4 novembre. Au terme d'environ cinq mois de finitions, Tor Line prend livraison du navire le 12 avril 1976.

### Service

#### Tor Line (1976-1981)

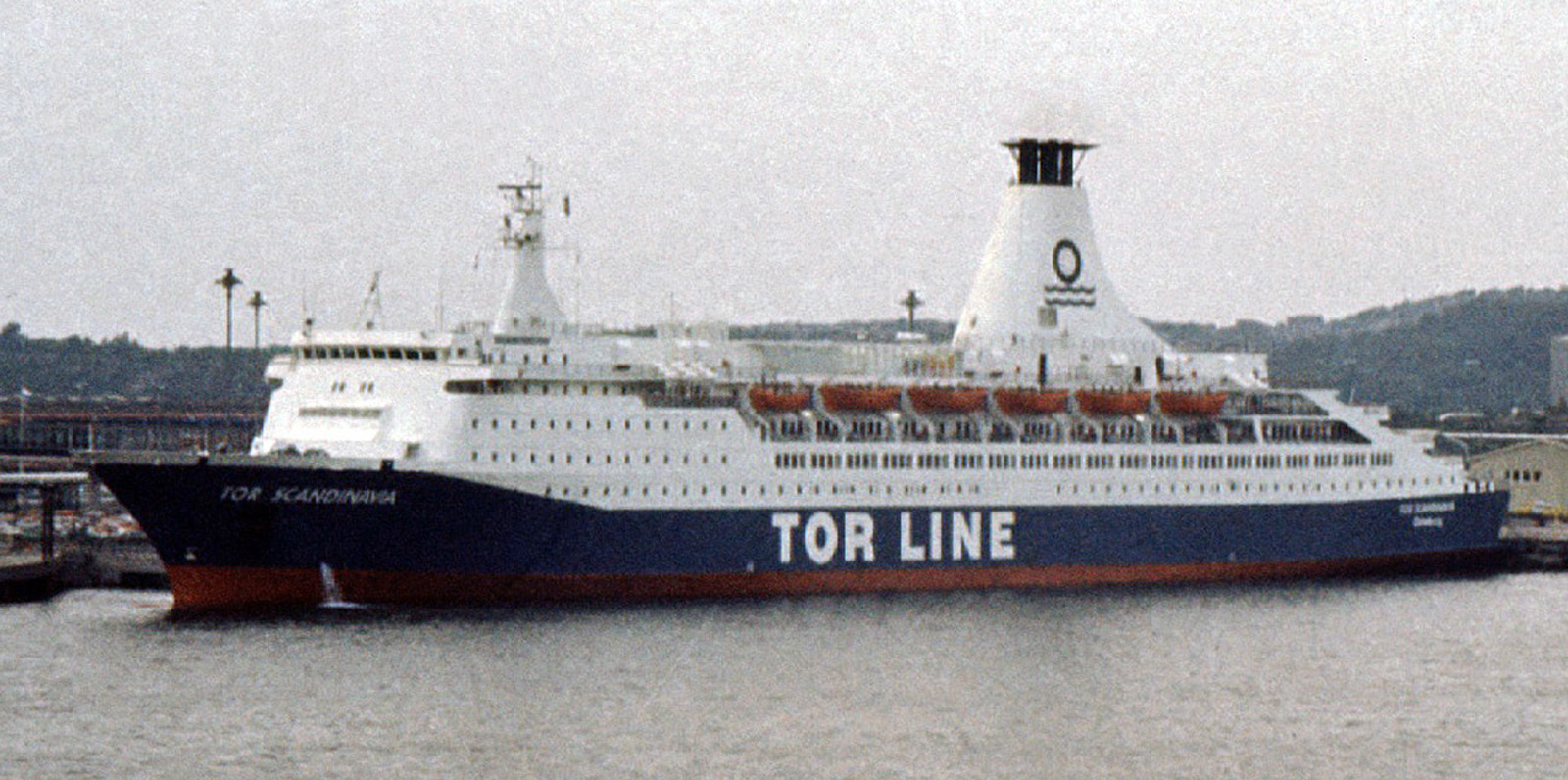
Le Tor Scandinavia à Göteborg en juillet 1976.

Après avoir quitté les chantiers pour rejoindre la Suède, le Tor Scandinavia est mis en service le 15 avril 1976 sur les lignes reliant le Royaume-Uni et les Pays-Bas depuis Göteborg. Il rejoint sur cette desserte son sister-ship le Tor Britannia, inauguré un an auparavant. Grâce à leur vitesse et à la qualité de leurs prestations, les deux navires parviennent à eux seuls à évincer le consortium rival ESL. Il s'avèrera toutefois que le trafic passager est beaucoup moins important durant la basse saison, ce qui aura pour principal effet de peser sur la rentabilité des navires. Toujours en 1976, au cours de l'automne, alors qu'il effectue une rotation entre Göteborg et Amsterdam, le Tor Scandinavia essuie une violente tempête faisant rage ce soir là en mer du Nord et occasionnant plusieurs dégâts à bord, notamment la destruction de neuf sabords ainsi que des infiltrations d'eau au niveau des bouches d'aération situées à l'avant. Ces évènements résulteront en un retard de dix-huit heures sur l'horaire initial.
Entre janvier et février 1979, le navire est affrété dans le cadre de l'événement Holland Expo, réunissant de nombreux artistes néerlandais. À cet effet, le Tor Scandinavia se rend au Moyen-Orient et effectue des escales dans plusieurs pays du golfe Persique. À l'occasion, la livrée du car-ferry a été légèrement modifiée avec le remplacement temporaire de l'inscription « Tor Line » par « Holland Expo » sur ses flancs ainsi que l'aménagement des ponts garages en galerie au sein de laquelle est accueillie l'exposition. Le navire regagne par la suite l'Europe du Nord et reprend ses traversées habituelles le 26 février. À la fin de cette même année, le 23 décembre, le Tor Scandinavia est endommagé après un échouement, ce qui nécessite son immobilisation jusqu'au 28 décembre. Ironiquement, il talonnera de nouveau le fond quelques minutes après son premier appareillage de Göteborg.
À compter de janvier 1980, un partenariat est établi entre Tor Line et la compagnie Sessan Linjen. Dans ce contexte, les deux armateurs commercialisent leurs services sous la marque Tor Sessan Line qui est également peinte sur la coque du Tor Scandinavia et de son jumeau. À cette même période, le 17 janvier, le navire est de nouveau mis à disposition pour accueillir à son bord une exposition flottante dénommée cette fois-ci Scan-Arab Expo. Comme précédemment, le car-ferry effectue une tournée autour des pays du Golfe avant de retourner en Suède le 26 mars et de reprendre ses rotations au mois d'avril. Il sera une fois encore affrété pour cet évènement entre décembre 1980 et mars 1981.
Au cours de l'année 1981, Tor Line prend la décision de se séparer d'un des deux navires en raison notamment de leur consommation élevée de carburant. À cet effet, des négociations avec l'armateur danois DFDS sont entamée et aboutiront finalement à l'acquisition de l'entièreté des activités de Tor Line dans le secteur du transport de passagers.

#### DFDS (1981-2006)
Le Tor Scandinavia devient officiellement la propriété de DFDS le 1er décembre 1981. Tandis que son jumeau le Tor Britannia est retiré du service en vue d'être transféré dans les Caraïbes, le Tor Scandinavia est remis en exploitation sur son itinéraire habituel entre Göteborg, Felixstowe et Amsterdam le 10 décembre sous les couleurs de DFDS et sous pavillon danois. À ce moment-là, les marques DFDS et Tor Line apparaissent simultanément sur la coque du navire.
Le 22 octobre 1982, le navire, qui a achevé sa saison, rejoint Copenhague afin d'effectuer son arrêt technique. Quelques jours plus tard le 25 octobre, il est encore une fois affrété dans le cadre d'une exposition flottante, cette fois-ci la Expo Offshore Asia 83. À cette occasion le navire est temporairement rebaptisé World Wide Expo et quitte l'Europe le 10 décembre à destination de l'Asie du Sud-Est. Là-bas, il effectue des escales au sein de plusieurs pays, notamment Singapour, la Thaïlande, l'Indonésie, la Malaisie, le Brunei et les Philippines. Le navire regagne par la suite le Danemark le 26 février 1983 et retrouve ses lignes habituelles son nom d'origine le 3 mars. Ce voyage exceptionnel autour de l'Asie sera la dernière participation du car-ferry à ce genre d'évènement.
Au cours de l'année 1983, quelques changements interviennent dans l'itinéraire assuré par le Tor Scandinavia et son jumeau afin de mieux les intégrer au réseau DFDS. Dès le 1er avril, Felixstowe est délaissé au profit du port voisin d'Harwich déjà desservi depuis de longues années par la compagnie danoise. Quelques mois plus tard, en octobre, la liaison vers les Pays-Bas est supprimée. Également, dans un contexte de restructuration économique de la compagnie DFDS, la propriété du Tor Scandinavia est transférée à la société Difko XXXIII.
Durant l'automne 1984, le Tor Scandinavia est affrété par l'OTAN et effectue dans ce cadre divers mouvements entre le Royaume-Uni, la Belgique et le Danemark entre le 11 et le 21 septembre. Le navire sera de nouveau affrété par l'OTAN à deux reprises et participera à des mouvements autour du Royaume-Uni du 3 au 12 novembre 1987, puis quelques années plus tard autour de la Suède et de la Norvège du 25 février au 3 mars 1993.
En 1986, au cours de son arrêt technique, le navire est repeint avec la nouvelle livrée de DFDS intégrant désormais des motifs à dominante bleus tels qu'une ligne séparant la coque des superstructures ainsi que des bandes dégradées vers l'arrière. L'ajout de la nouvelle livrée se fera en deux temps avec d'abord la coque fin 1986 et la cheminée l'année suivante.
En 1989, les activités de transport de passagers de DFDS sont transférées au sein d'une entité commerciale baptisée « Scandinavian Seaways » qui succède à la marque « DFDS Seaways » sur les coques des navires. Cette même année, DFDS expérimente au mois de février la réouverture de la liaison Göteborg - Amsterdam qui avait été fermée six ans plus tôt et qui sera rétablie de manière saisonnière à partir de l'année suivante. Plus tard dans l'année, le 25 septembre, au cours d'une traversée entre Göteborg et Harwich, le navire est victime d'un incendie criminel qui provoque la mort de deux personnes. Le Tor Scandinavia parvient cependant à rejoindre le port de Esbjerg où mes flammes sont éteintes. Cet incident entraîne l'immobilisation du navire pour réparations jusqu'au 27 septembre.

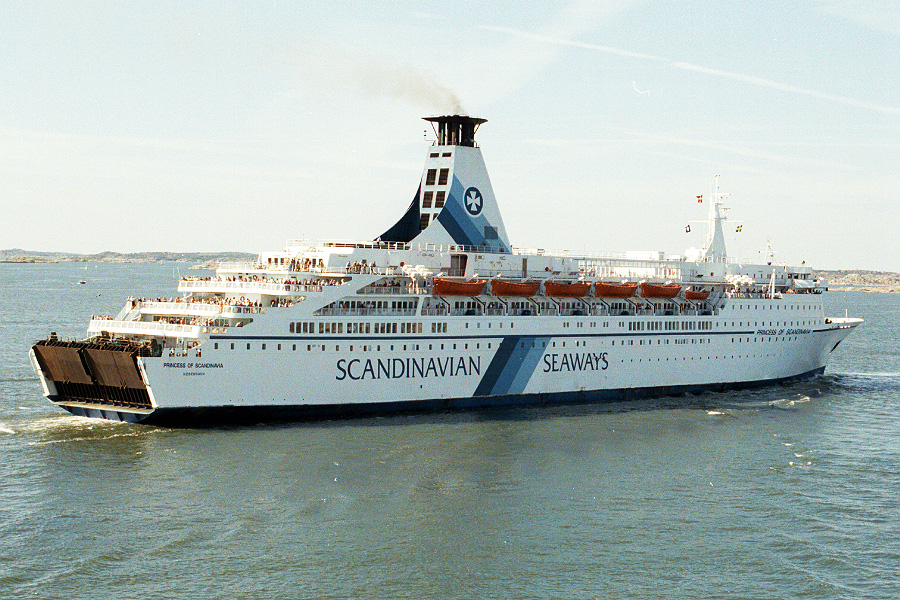
Le Princess of Scandinavia arborant la livrée « Scandinavian Seaways » dans les années 1990.

Tout au long des années 1990, le navire va alterner selon les années et les périodes entre la desserte du Royaume-Uni, du Danemark ou des Pays-Bas, essentiellement depuis Göteborg. Entre-temps, en 1991, le navire rejoint les chantiers Blohm + Voss de Hambourg en Allemagne le 17 janvier pour son arrêt technique. Au cours de celui-ci, quelques modifications sont effectuées telles que l'ajout de cabines vers l'avant du pont 4, à la place d'une partie du garage mais également le changement de nom du navire qui est rebaptisé Princess of Scandinavia. L'arrêt technique se poursuit jusqu'au 11 mars et le car-ferry reprend son service le 17.
Le 1er octobre 1993, alors qu'il navigue entre Göteborg et Amsterdam, un nouvel incendie se déclare à bord du navire, cette fois-ci au niveau de la salle des machines. Tout comme précédemment, le cap est mis sur le Danemark où l'incendie peut être maitrisé puis éteint. Les dégâts conduiront à l'immobilisation du navire pendant près de deux mois.
Le 18 juin 1994, entre Newcastle et Göteborg, le Princess of Scandinavia est victime d'une avarie au niveau de l'hélice bâbord rendant cette dernière inutilisable. En raison de la nécessité de faire fabriquer les pièces destinées à la réparation de l'hélice, le navire est contraint de naviguer à vitesse réduite en ne fonctionnant plus que sur deux moteurs. Les pièces de rechange fin prêtes, le car-ferry rejoint le 30 juin la cale sèche des chantiers Skibsdokk Sör de Kristiansand, en Norvège afin que les réparations soient effectuées. Mais durant les opérations d'assèchement du bassin, le navire ne se positionne pas correctement sur la ligne de tins et chavire dans la forme, occasionnant des dégâts supplémentaires. Cet incident nécessite alors l'immobilisation du Princess of Scandinavia jusqu'au 16 juillet et repousse de ce fait la réparation de l'hélice au profit de celle des dégâts causés par le chavirage. Après avoir effectué sa saison à vitesse réduite, le ferry est finalement réparé du 5 octobre 1994 au 3 février 1995 aux chantiers Cityvarvet de Göteborg. Remis en service le 9 février, il cesse à cette période de desservir les Pays-Bas au profit du Danemark.

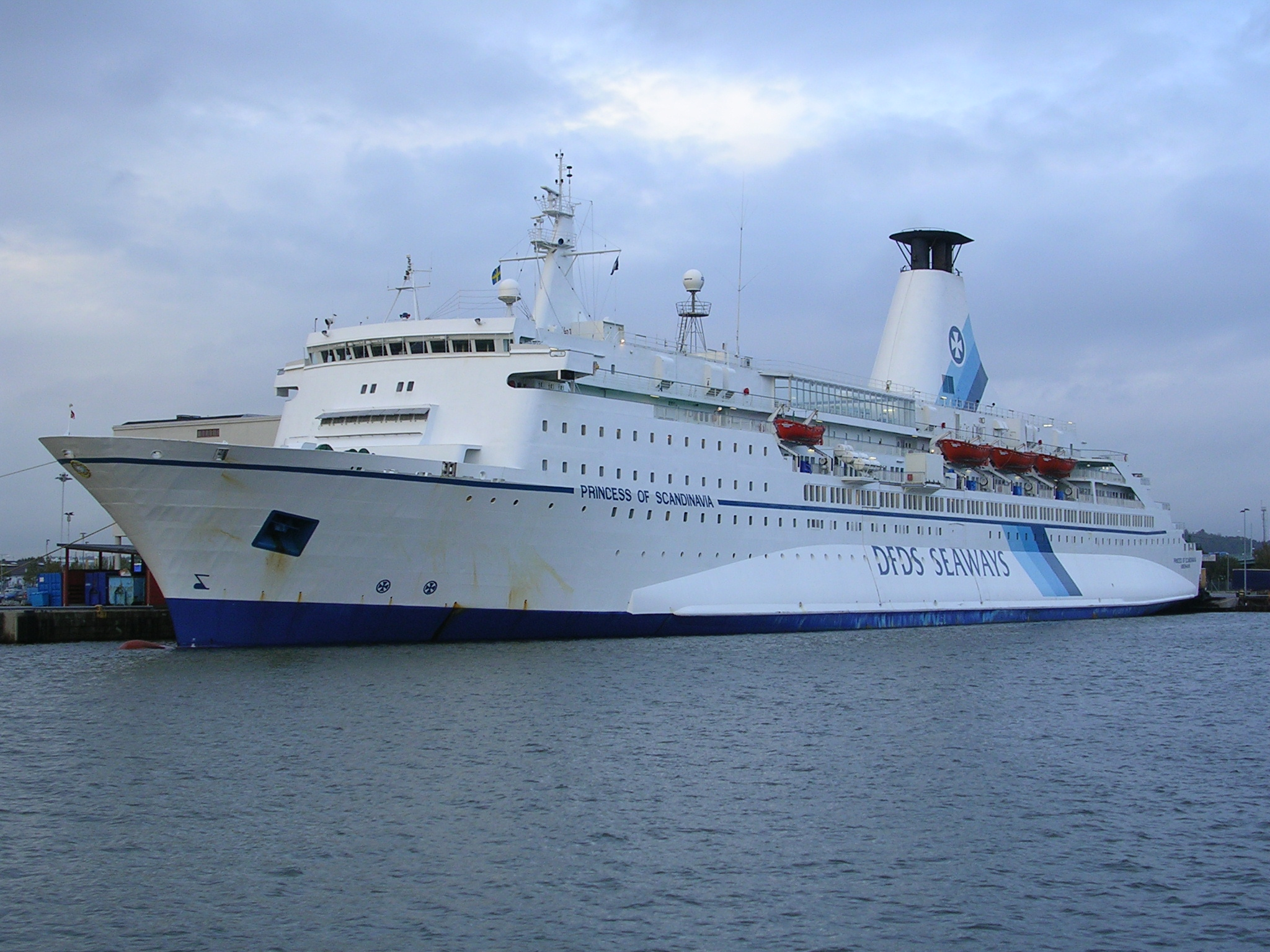
Le Princess of Scandinavia après l'ajout des sponsons.

Le 21 janvier 1998, le Princess of Scandinavia rejoint les chantiers Remontowa de Gdańsk en Pologne en vue d'une importante refonte consistant en l'adjonction de sponsons le long de ses flancs afin d'améliorer sa stabilité et l'adapter par la même occasion aux nouvelles normes internationales. Ces transformations, également effectuées sur son sister-ship, auront pour effet de légèrement modifier l'apparence du navire. En plus des stabilisateurs latéraux, un stabilisateur arrière en « queue de canard » sera aussi ajouté. Les travaux prennent fin le 11 mars et le navire reprend ses traversées vers le Royaume-Uni et le Danemark le 23 avril.
À partir du 24 septembre 1999, le navire est retiré du service et conduit aux chantiers Frederikshavns Værft pour une intervention au niveau de la salle des machines. C'est dans ce cadre que l'un des moteurs principaux de la marque Pielstick est démonté et envoyé en France à Saint-Nazaire pour réparation. Au terme des travaux, il réalise quelques essais en mer entre le 30 et le 31 mars 2000 avant de reprendre ses traversées le 6 avril avec toutefois une légère modification de son itinéraire habituel dans la mesure où le port d'arrivée au Royaume-Uni est transféré de manière permanente de Harwich à Newcastle.
Le 17 mai 2002, alors que le Princess of Scandinavia navigue vers Kristiansand en provenance de Newcastle, l'alarme incendie retentit à bord à 22h33. Un feu s'est en effet déclaré dans la salle des machines au niveau des moteurs principaux. L'équipage parviendra cependant à maîtriser l'incendie avant de finalement l'éteindre au bout de quelques heures. C'est aux environs de 2h30 le 18 mai que le navire, transportant à ce moment-là 758 passagers, reprend sa route et atteint la Norvège par ses propres moyens. Il rejoindra par la suite les chantiers de Fredericia le 21 mai afin d'être remis en état et pourra reprendre son service le 14 juin.
Au début de l'année 2006 en raison de l'affrètement du Duke of Scandinavia par Brittany Ferries, le Princess of Scandinavia sert brièvement entre Newcastle et IJmuiden du 10 février au 7 mars dans l'attente de la livraison du futur King of Scandinavia. Il retourne par la suite desservir la ligne Göteborg - Kristiansand - Newcastle. Cette même année cependant, DFDS annoncera la fermeture de la liaison à l'issue du mois d'octobre. En conséquence, le Princess of Scandinavia est vendu le 3 septembre à la compagnie italienne Moby Lines qui avait déjà fait l'acquisition de son sister-ship l'ex-Prince of Scandinavia trois ans auparavant. Ainsi, le 31 octobre, le navire achève sa toute dernière traversée pour le compte de DFDS entre Newcastle, Kristiansand et Göteborg, mettant fin par la même occasion à plus de 160 ans de trafic entre la Suède et le Royaume-Uni.

#### Moby Lines (depuis 2006)
Après avoir rejoint Frederikshavn le 1er novembre 2006, le navire est pris en main le lendemain par ses nouveaux propriétaires. Rebaptisé Moby Otta et enregistré sous pavillon italien, il quitte définitivement le Danemark le 12 novembre en direction de l'Italie. Arrivé à destination, il entre aux chantiers de Gênes afin d'être adapté aux standards de Moby Lines. Tout comme son jumeau trois ans plus tôt, le navire subit d'importants travaux de transformations consistant en la réfection des intérieurs, l'augmentation de la capacité du garage avec la suppression des cabines du pont 4 et l'agrandissement du car-deck. À l'instar également de la plupart des navires de la flotte Moby, le Moby Otta va être paré d'une livrée à l'effigie de personnages de cartoons issus des Looney Tunes.

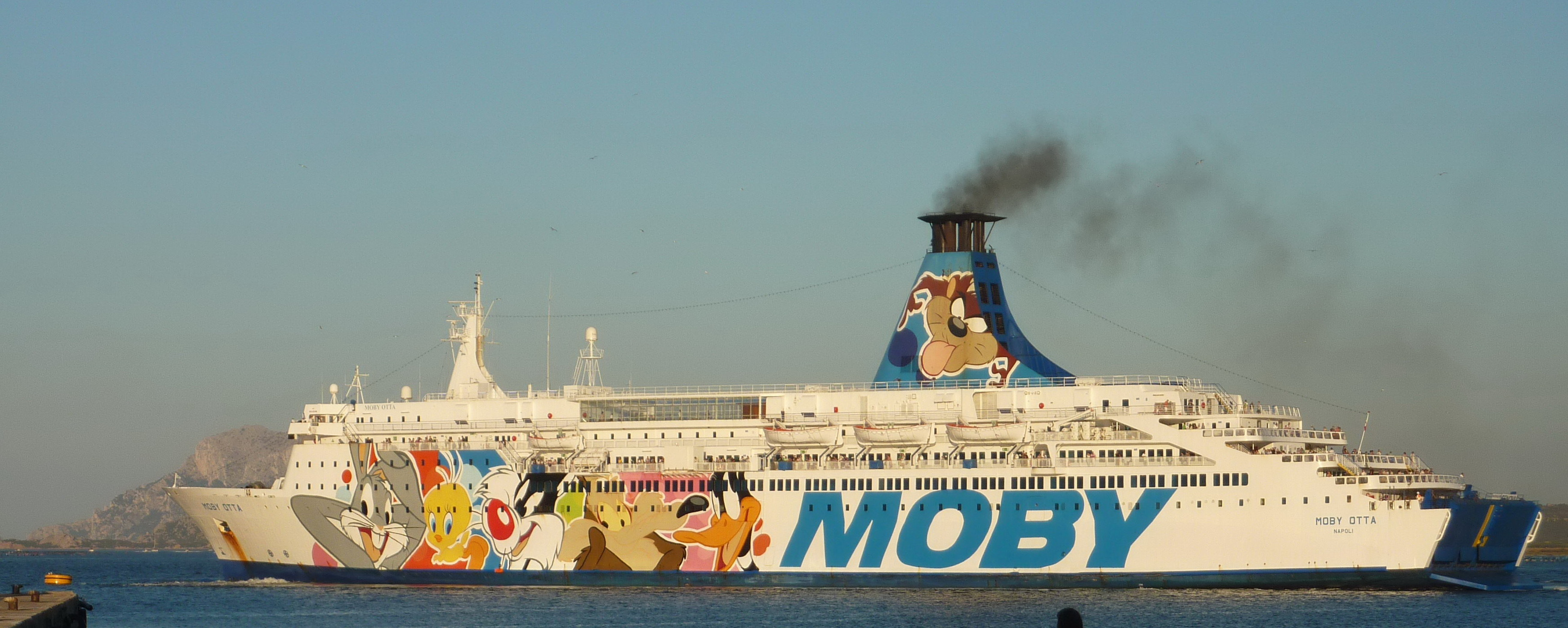
Le Moby Otta à Olbia en août 2013.

À l'issue des transformations, le Moby Otta est inséré à partir du mois de mai 2007 sur le trafic entre l'Italie continentale et la Sardaigne. En compagnie de son sister-ship, naviguant pour Moby depuis 2004 sous le nom de Moby Drea, le navire va être positionné sur différents axes selon les années, en particulier les lignes saisonnières reliant Livourne et Civitavecchia à Olbia ainsi que la ligne Gênes - Porto Torres. Principalement exploité durant les périodes estivales, le car-ferry est essentiellement désarmé entre l'automne et le printemps.
Le 27 septembre 2010, alors que le navire a achevé sa manœuvre d'accostage au quai Andrea Doria à Gênes, l'équipage entame les opérations de débarquement des passagers avec véhicules. Mais au cours de celles-ci, le commandant Giuseppe Vicidomini active accidentellement le pas des hélices du ferry, toujours en mouvement, en abaissant le couvercle de l'une des consoles utilisées durant les opérations d'accostage et d'appareillage. Cette maladresse va cependant provoquer l'écartement du Moby Otta du quai, ce qui entraînera la chute d'un véhicule débarquant à ce moment-là dans les eaux du port. Malgré l'intervention des secours, les deux occupants de nationalité allemande seront repêchés sans vie. Poursuivi pour homicide involontaire, le commandant Vicidomini sera quant à lui acquitté.
En 2012, en raison de l'augmentation vertigineuse du prix du carburant, Moby entreprend une importante révision de son plan de flotte. Ainsi, le Moby Otta et son jumeau sont tous deux affectés aux liaisons saisonnières entre Gênes et Olbia en remplacement des navires Moby Wonder et Moby Freedom.
Au printemps 2015, alors qu'ils reprennent leur service saisonnier habituel entre Gênes et Olbia, le Moby Otta et le Moby Drea sont exceptionnellement employés sur quelques traversées à destination de la Corse sur la ligne Gênes - Bastia en attendant le réarmement du Moby Corse, habituellement affecté à cette liaison.
En mars 2018, le navire est affrété pour servir d'hôtel flottant afin de loger l'équipage du paquebot Seven Ses Navigator le temps de son arrêt technique. À cet effet, le Moby Otta rejoint Marseille le 30 mars et est stationné au môle Léon Gourret aux côtés de son sister-ship employé dans le même but dans le cadre de l'arrêt technique d'un autre paquebot.

## Aménagements
Le Moby Otta possède 10 ponts. La totalité des ponts 5 à 7 ainsi qu'une partie des ponts 9 et 2 sont dédiés aux passagers tandis que l'équipage occupe essentiellement le pont 8. Le garage occupe quant à lui les ponts 3 et 4.

### Locaux communs
Le Moby Otta possède de nombreuses installations de qualité destinées aux passagers situées sur les ponts 6 et 7. À sa mise en service, le navire disposait d'un restaurant de 245 places et une cafétéria de 296 places sur le pont 6, et sur le pont 7 se trouvaient un bar de 253 places, un club de 245 places, un salon pouvant accueillir 45 personnes ainsi qu'un casino. En plus du bar lido avec piscine situé sur le pont 9, un sauna était également présent sur le pont 1.
Depuis son acquisition par Moby, les installations du car-ferry sont organisés de la manière suivantes :
- Show Lounge, bar central principal situé sur le pont 7 ;
- Panorama Bar, bar situé sur le pont 6 du côté bâbord le long d'un couloir avec vue sur la mer ;
- Admiral Pub, bar situé sur le pont 7 vers le milieu du navire décoré avec des boiseries ;
- Children World, bar situé sur le pont 7 à l'arrière du navire abritant notamment les jeux pour enfants ;
- Lido Bar, bar extérieur avec piscine situé au milieu sur le pont 9 ;
- V-Class Restaurant, restaurant à la carte sur le pont 6 vers l'avant du navire ;
- Mascalzone Latino, libre-service situé à la poupe sur le pont 6 ;
- Pizzeria, pizzeria sur le pont 6.

En plus de ces installations, une boutique est présente ainsi qu'une salle de jeux pour enfants et un espace d'arcade à proximité. Le navire possède également un glacier ouvert durant l'été.

### Cabines
Le Moby Otta dispose aujourd'hui de 379 cabines situées en grande majorité sur le pont 5 mais également à l'avant des ponts 6 et 7 ainsi que sur le pont 8. Ces cabines, internes et externes, sont le plus souvent équipée de deux à quatre couchettes ainsi que de sanitaires comprenant douche, WC et lavabo. Neuf d'entre elles sont des suites et 59 sont estampillée V-Class. Un salon fauteuil est également présent sur le pont 2, en dessous des garages.

## Caractéristiques
Le Moby Otta mesure 184,55 mètres de long pour 26,40 mètres de large et son tonnage est de 21 545 UMS. Avant les travaux de 1998, ses dimensions étaient de l'ordre de 182,26 mètres de long, 23,62 mètres de large et 14 905 UMS. Le navire avait une capacité initiale de 1 507 passagers et pouvait embarquer 420 véhicules au sein de son garage. Depuis son acquisition par Moby Lines sa capacité a été portée à 1 920 passagers et 500 véhicules. Le garage couvre un total de deux niveaux complet et est accessible par deux portes rampes arrière. La propulsion est assurée par quatre moteurs diesels Pielstick-Lindholmen 12PC3V développant une puissance de 33 540 kW entraînant deux hélices à pas variable faisant filer le bâtiment à une vitesse de 27,2 nœuds. Le navire possédait initialement dix embarcations de sauvetage ouvertes de taille moyenne, cinq étaient situées de chaque côté du navire et étaient complétées par deux embarcations de secours. Actuellement, seules six embarcations subsistent et les dispositifs complémentaires ont été renforcés avec un canot semi-rigide de taille conséquente. En plus de ces principaux dispositifs, le navire dispose de plusieurs radeaux de sauvetage à coffre s'ouvrant automatiquement au contact de l'eau. Le navire est doté de deux propulseurs d'étrave facilitant les manœuvres d'accostage et d'appareillage ainsi que de stabilisateurs anti-roulis à ailerons repliables.

## Lignes desservies
Pour le compte de Tor Line de 1976 à 1981, le navire reliait le Royaume-Uni et les Pays-Bas depuis la Suède sur les lignes Göteborg - Felixtowe et Göteborg - Amsterdam. À l'occasion de son transfert en 1981 sous les couleurs de DFDS, il reste tout d'abord employé sur son itinéraire d'origine avant que celui-ci ne soit modifié l'année suivante avec l'arrêt de la desserte des Pays-Bas et l'ajout d'une escale au Danemark pour ainsi mettre en place la ligne Göteborg - Esbjerg - Harwich. Les traversées entre Göteborg et Amsterdam, puis IJmuiden seront cependant rétablies en 1989. Tout au long des années 1990, il est affecté tantôt entre Göteborg, Newcastle ou Amsterdam et tantôt entre Göteborg et Copenhague selon la période de l'année. À partir de 2000, il est exclusivement employé sur la ligne Göteborg - Kristiansand - Newcastle.
Pour Moby Lines depuis mai 2007, le Moby Otta navigue sur les lignes reliant l'Italie continentale à la Sardaigne. Employé dans un premier temps sur les rotations estivales depuis Livourne ou Gênes vers Olbia ainsi que la liaison Gênes - Porto Torres, il navigue depuis 2012 sur la ligne saisonnière reliant Gênes et Olbia. En raison de son exploitation essentiellement saisonnière, le navire est désarmé durant l'hiver mais peut être parfois utilisé sur d'autres liaisons sardes en période d'avant et d'après saison ainsi que sur d'autres axes de la compagnie comme les lignes de la Corse.